# 瑪麗副棘鮃
瑪麗副棘鮃為輻鰭魚綱鰈形目鰈亞目牙鮃科的其中一種，為亞熱帶海水魚，分布於東太平洋區，從加利福尼亞灣至巴拿馬海域，體長可達12.4公分，棲息在底層水域，生活習性不明。

## 扩展阅读
維基物種上的相關：瑪麗副棘鮃